# 神奈川都市交通
神奈川都市交通株式会社（かながわとしこうつう）は、神奈川県横浜市に本社を置き、神奈川県東部（京浜交通圏・県央交通圏）を中心にハイヤー・タクシーを運行する事業者である。通称は都市交通（としこうつう）。大正期に創業し、現存する日本のタクシー会社の中でもっとも歴史が長い。かつては東急グループに属していた。TOKYUポイント加盟店。

## 概要
本社は横浜市西区高島町。神奈川県地場のハイタク老舗大手であり、神奈川県下と東京都城南地区において、傘下のタクシー事業者と都市交通グループを形成する。
東急田園都市線沿線各駅の多くで構内営業権を独占している。ハイヤー事業を主力とするが、タクシー事業では大手企業・官公庁とのチケット契約や、東京四社・名鉄交通・千葉構内タクシー・舞浜リゾートキャブ・京成タクシー各社など他地域のタクシー事業者とのタクシーチケットの相互利用が特色である。
また、保守的な経営スタイルから2006年4月時点で無借金経営であるとされているが、近年の乗務員数の減少、同業他社の増車、乗客数の低下や燃料費の高騰など、ハイタク事業を取り巻く環境は厳しくなる中、同社は新本社ビルを建設するなど積極的な営業方針へと転換しつつある。
タクシー事業者で乗務員の制帽を採用している会社は少ないが、神奈川都市交通では制服だけではなく制帽を制定し、さらに制帽には白い布カバーを付ける。乗務員は制服・白カバー付きの制帽・白手袋を着用することが定められている。

### 東急グループとの関係

東京急行電鉄の初代社章。
神奈川都市交通グループではこれに似た社章を採用している。

東急との資本関係は1947年に解消したが、以降も東急グループに近い存在となっている。五島昇は没するまで都市交通の取締役を務めていた。また、買収した高砂交通（円にヒョウタン状に二重丸を並べた図案）を除き、神奈川都市交通グループ各社の社章はかつて東京急行電鉄が用いていたものに類似する。具体的には翼の生えたレールの部分が、神奈川都市交通はT、都南交通がTとNを重ねたもの、多摩田園タクシーは並べたTDTの両端のTが翼、明生タクシーは縦に並べた「明生」、箱根観光自動車は台形にHとなっている。円の形状も各社で異なる。
なお、同じ東急を母体に持ち、同様に戦時統合で成立したタクシー事業者の日本交通とは、資本・人事面で全く関連がない。都市交通前社長の伊藤嘉道は同社入社以前に、日本交通ではなく大和自動車交通に入社して修行を積んでいた。日交や大和を含めた東京四社営業委員会との間にタクシーチケットの提携はあるが、日交グループとは東京城南地区や京浜地区、箱根地区で競合関係にある。

## 沿革

### 創業から戦時統合まで
- 1918年（大正7年）12月25日 - 横浜市街自動車株式会社を設立[2]。創業者・鈴木吉養らの個人経営から改組。
- 1923年（大正12年）9月1日 - 関東大震災で被災し大半の車両を焼失[2]。
- 1928年（昭和3年）- 旧本社社屋が竣工[2]。
- 1939年（昭和14年）11月21日 - 東京横浜電鉄（現：東急）の傘下に入る。
- 1940年（昭和15年）12月23日 - 東横タクシー株式会社に商号変更[2]。
- 1942年（昭和17年）10月31日 - 京浜タクシー（1939年11月、京浜電気鉄道が川崎・鶴見地区の個人事業者20余りを買収して設立）および横浜自動車（1934年1月設立。富士箱根自動車の横浜地区タクシー部門が分離。箱根登山鉄道の系列会社）を合併。
- 1944年（昭和19年）
  - 9月14日 - 神奈川県は戦時統合の通牒を出し、統合主体を下記の通り決定する。
    - 横浜川崎地区（戸塚区・泉区・栄区・瀬谷区を除く横浜市、川崎市）→ 東横タクシー
    - 横須賀地区（鎌倉市・横須賀市・逗子市・三浦市・三浦郡）→ 横須賀タクシー
    - 相模地区（横浜市戸塚区・泉区・栄区・瀬谷区、藤沢市、茅ヶ崎市、平塚市、厚木市、海老名市、綾瀬市、座間市、大和市、相模原市、伊勢原市、秦野市、高座郡、愛甲郡、津久井郡、中郡）→ 神奈川中央乗合自動車
    - 小田原地区（小田原市、南足柄市、足柄上郡、足柄下郡）→ 箱根登山鉄道（一説には小田原報徳自動車）
しかし、横須賀地区と小田原地区の統合は結局実現しなかった。

  - 9月30日 - 東京急行電鉄より伊藤福一と高砂五郎が派遣され統合作業に着手。
- 1945年（昭和20年）
  - 2月1日 - 東横タクシーを含む横浜川崎地区の21社が共同経営を開始。共同経営を行った21社は以下のとおり。
    - ワイシータクシー・関内自動車・山手自動車・第一タクシー・磯子自動車・日進自動車・寿合同自動車・横浜交通・伊勢佐木自動車・横浜中央自動車・横浜タクシー自動車[注釈 1]・横浜共同タクシー・横浜合同タクシー・興亜合同タクシー・神奈川合同タクシー・鶴見合同タクシー・大岡親交タクシー・川崎交通企業合同・川崎合同タクシー[注釈 2]・高津合同自動車[注釈 3]・東横タクシー。

  - 2月27日 - 上記21社の経営統合完了。東横タクシーを除く20社は東横タクシーに営業譲渡。
  - 9月26日 - 統合完了に伴い、神奈川都市交通株式会社に商号変更[2]。神奈川・井土ヶ谷・日ノ出町・川崎・磯子の5営業所をもって営業開始[2]。新社名は大川博の命名による。伊東福一が代表取締役に就任。

### 戦後から1990年代まで
- 1947年（昭和22年）3月25日 - 伊藤福一ら経営陣が東急の持株を譲受。東急グループから離脱し独立会社となる。
- 1949年（昭和24年）
  - 4月30日 - 横浜観光株式会社を設立。観光バス事業とホテル業に進出。
  - 9月16日 - 神奈川小型運送株式会社を設立。10月10日営業を開始し、貨物輸送事業に進出[注釈 4]。
- 1950年（昭和25年）8月18日 - 東京都品川区に日本都市交通株式会社を設立。8月29日営業を開始し、東京に進出。
- 1951年（昭和26年）2月19日 - 小田原市に箱根観光自動車株式会社を設立[2]。寄村営タクシーを買収し、3月1日営業を開始。箱根地区に進出。
- 1953年（昭和28年）- 明生タクシー株式会社を設立[2]。
- 1954年（昭和29年）
  - 6月 - 日本都市交通を五島慶太の斡旋により荏原交通に譲渡。
  - 6月25日 - 大和営業所を開設[2]、県央地区に進出。
  - 6月30日 - 横浜市西区の横浜ホテル（1951年6月30日に横浜観光から改称）を東京急行電鉄に譲渡。
ホテル部門は現在の横浜エクセルホテル東急、タクシー部門は京急横浜自動車、観光バス部門は東洋観光となる。
- 1960年（昭和35年）
  - 整備部門を独立させて横浜整備工場とする[2]。
  - 相模原営業所を開設[2]。
  - 8月23日 - 東京都大田区に都南交通株式会社を設立[2]。
  - 11月1日 - 都南交通が営業開始、東京再進出を果たす。
- 1961年（昭和36年）- 横浜営業所、磯子営業所を新築・移転[2]。
- 1962年（昭和37年）- 川崎営業所を新築・移転[2]。
- 1964年（昭和39年）2月 - 金港交通[注釈 5]と協定を結ぶ。のちに平和交通、湘南交通が加わり4社協定となるが、1969年をもって解消。
- 1965年（昭和40年）5月20日 - 業界ではいち早く無線タクシーを導入する[2]。
- 1967年（昭和42年）4月18日 - 都市交通商事株式会社、横浜オートガス・スタンドを開業。
- 1969年（昭和44年）
  - 1月13日 - 多摩田園タクシー株式会社を設立[2]。
  - 4月30日、多摩田園タクシー、東急田園都市線沿線の営業権を神奈川都市交通より承継。
  - 8月21日 - 新星交通（1966年11月、川運タクシーとして設立）を川崎運送から譲受。
- 1971年（昭和46年）
  - 4月1日 - NEC製電算機を導入、事務処理のコンピュータ化が始まる。
  - 5月31日 - 第105回定時株主総会において、伊藤嘉道が社長に就任。初代社長の伊藤福一は会長となる。
- 1972年（昭和47年）2月1日 - 株式会社アロー設立。同年11月21日「ママ・ジー磯子店」開業。
- 1973年（昭和48年）
  - 1月22日 - 大和営業所から分割し、無線基地局「としおおの」開局。
  - 11月21日 - 株式会社アローが、横浜駅西口相鉄ジョイナス内に「ネルソン・パブ」開業。
- 1977年（昭和52年）6月 - 株式会社アローが、港北区のサンテラス日吉内に「ママ・ジー2号店」開業。
- 1978年（昭和53年）1月21日 - 障害者福祉車両「みどりのタクシー」運行開始。
- 1979年（昭和54年）7月11日 - 社員保養所「伊豆高原荘」竣工。
- 1985年（昭和60年）11月11日 - ワゴンタクシー導入。のち2004年11月16日廃止となる。
- 1986年（昭和61年）
  - 3月16日 - 大阪・日本タクシーの班長制を参考に乗務員「ブロック制」導入。
  - 7月12日 - 東急田園都市線方面の主力として、緑営業所（現在の港北ニュータウン営業所）を開設[2]。
- 1987年（昭和62年）
  - 9月26日 - AVM無線システム（車両位置自動表示装置）試験運用開始[2]。
  - 10月17日 - AVM無線システム本格運用に移行[2]。
  - 11月19日 - 日の丸自動車興業株式会社から営業権譲渡を受け、新星交通株式会社を設立。のち桜ヶ丘営業所となり、大和営業所に統合。
- 1993年（平成5年）
  - 横浜ランドマークタワー開業に伴い、1階にランドマークタワー案内所を開設[2]。
  - 相模原営業所を新築・移転[2]。
- 1996年（平成8年）- 田園都市交通を買収（後に吸収して長津田営業所とする。現在の青葉営業所の前身[2]）。東急田園都市線の横浜市内駅での構内営業を半独占化。
- 1999年（平成11年）- 綱島交通株式会社を買収。2000年に吸収して綱島営業所とする。2003年に港北ニュータウン営業所に統合。

### 2000年代以降
- 2005年（平成17年）
  - 2月 - 横浜東口営業所をみなとみらい21地区に移転（仮営業所）。
  - 10月 - 本社新社屋建設開始。
- 2006年（平成18年）
  - 7月7日 - 新本社屋竣工[2]。
  - 7月18日 - 新本社屋に移転。
- 2007年（平成19年）
  - 2月19日 - 日産・エクストレイルFCV（燃料電池自動車）を借り受け、ハイヤーとしての実証運行開始。2011年1月17日に実証運行終了。
  - 2月20日 - 港北ニュータウン営業所が交通エコロジーモビリティ財団によるグリーン経営認証に登録される。
  - 5月1日 - 本町営業所と横浜駅東口営業所を統合し、横浜市西区桜木町の本社屋に横浜営業所を開設。同日、井土ヶ谷営業所の事業所名称を南営業所に改称し、旧本町営業所横浜無線センターを南営業所内に移転。
- 2008年（平成20年）
  - 8月20日 - 横浜営業所と川崎営業所がグリーン経営認証に登録され、全事業所が認証を取得。
  - 10月1日 - 高砂交通株式会社を買収し、同社が都市交通グループの傍系となる。
  - 12月25日 - 創立90周年を迎える。創業90周年記念式典を開催[2]。
- 2010年（平成22年）3月14日 - 第3次導入計画、横浜・川崎の市心部車輌に決済端末搭載完了、タクシー全車輌でクレジットカード決済サービス開始。
- 2011年（平成23年）
  - 2月5日 - 日産・リーフEV（電気自動車）を導入、タクシーとして運行開始。
  - 4月10日 - 相模原無線センターの無線機器をデジタル無線機に更新、無線設備のデジタル化が始まる。
- 2012年（平成24年）1月19日 - 日産・NV200バネットを導入、UD（ユニバーサルデザイン）タクシーとして運行開始。
- 2013年（平成25年）
  - 4月21日 - としあおば無線センター、デジタル無線化。
  - 6月1日 - としあおば無線センターにIVR装置[注釈 6]を導入し運用開始。
- 2014年（平成26年）8月21日 - 日の丸自動車興業株式会社より営業権を譲受。同社磯子・金沢事業所を多摩田園タクシーの営業所とする。
- 2015年（平成27年）
  - 4月6日 - としよこはま無線センター、デジタル無線化。
  - 4月20日 -としかわさき無線センター、デジタル無線化。
  - 5月1日 - 多摩田園タクシー磯子営業所と既存の神奈川都市交通磯子営業所を統合。同時に営業権が都市交通へ承継され、多摩田園タクシー金沢営業所を都市交通金沢営業所と改称し金沢区へ進出。
- 2016年（平成28年）2月29日 - としやまと無線センター、デジタル無線化。全無線センターのデジタル化完了。
- 2018年（平成30年）
  - 8月 - 創業100周年記念式典・記念祝賀会を横浜ベイホテル東急で開催[3]。
  - 12月25日 - 創立100周年を迎える[2]。

## 車両

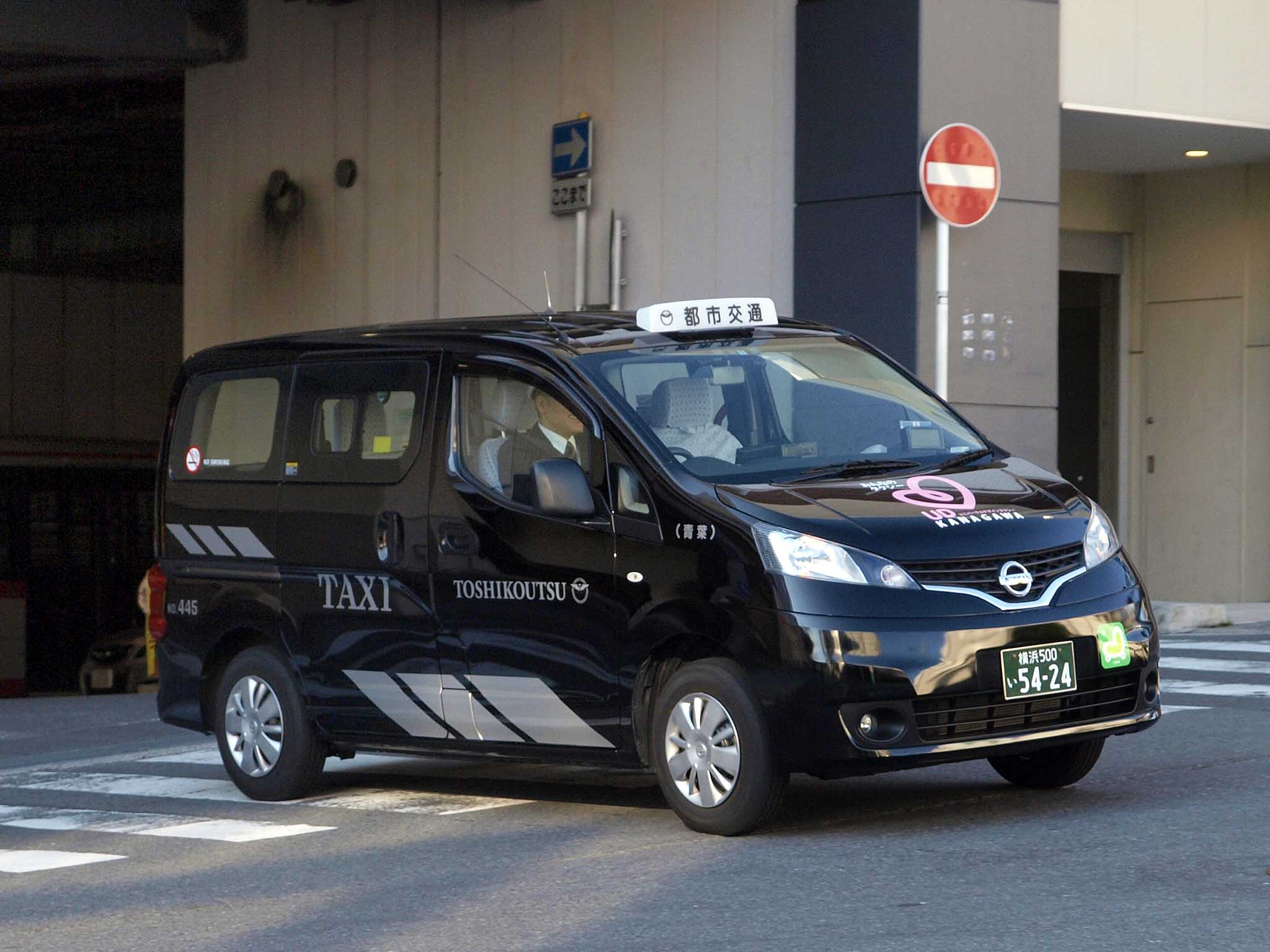
ユニバーサルデザインタクシー（日産・NV200バネット）
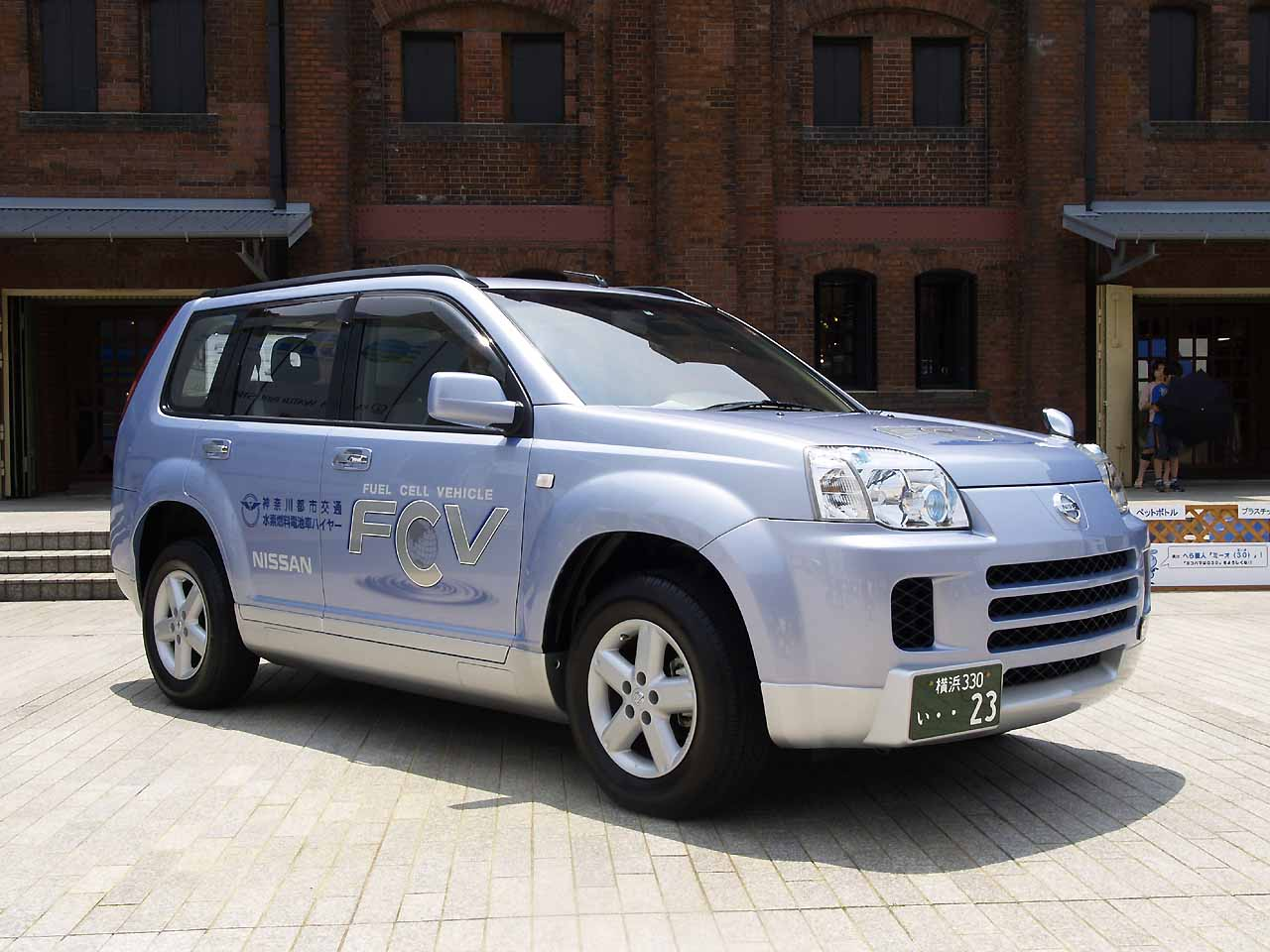
ハイヤーとして実証運行に供された日産・エクストレイルFCV
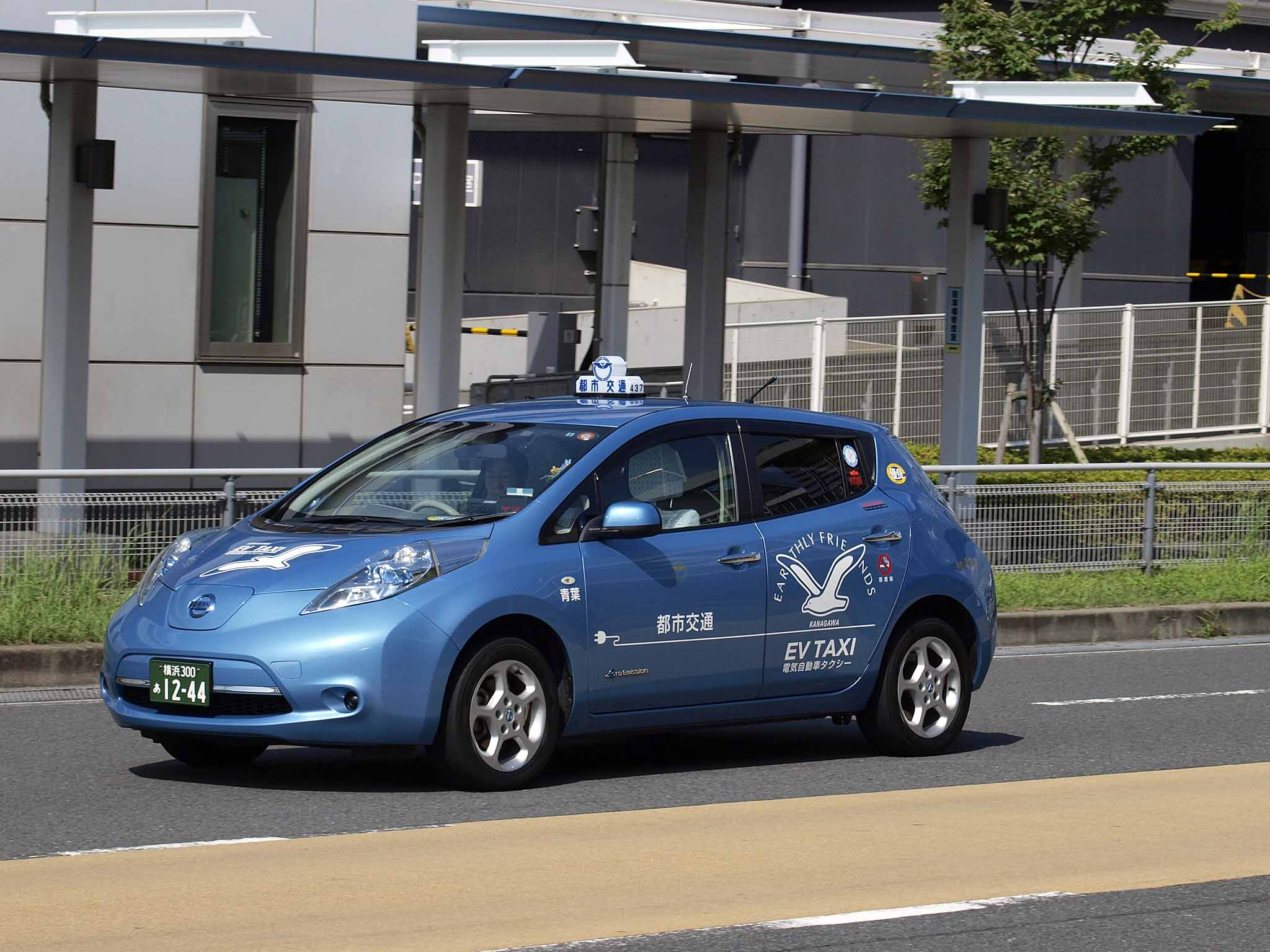
EVタクシー（日産・リーフ）

## 営業区域
タクシーの営業区域
- 京浜交通圏

横浜市・川崎市・横須賀市・三浦市
- 県央交通圏

藤沢市・茅ヶ崎市・平塚市・伊勢原市・秦野市・相模原市（旧津久井町・旧相模湖町・旧城山町・旧藤野町区域を除く）・大和市・座間市・海老名市・綾瀬市・厚木市・寒川町・大磯町・二宮町・愛川町・清川村

## 営業所・整備工場
- 横浜地区
  - 横浜営業所：横浜市西区桜木町7-4[4]（ハイヤー）
  - 南営業所：横浜市南区井土ヶ谷下町42-1[4]（タクシー）
  - 磯子営業所：横浜市磯子区磯子3-3-3[4]（タクシー）
  - 港北ニュータウン営業所：横浜市都筑区佐江戸町641-1[4]（ハイヤー・タクシー）
  - 青葉営業所：横浜市青葉区荏田西1-15-30[4]（タクシー）
  - 金沢営業所：横浜市金沢区瀬戸23-23[4]（タクシー）
- 川崎営業所：川崎市川崎区元木2-4-3[4]（ハイヤー・タクシー）
- 相模原営業所：相模原市中央区下九沢1094-5[4]（ハイヤー・タクシー）
- 大和営業所：大和市下鶴間2786-2[4]（タクシー）
- 横浜整備工場：横浜市西区南浅間町6-5[4]

## 無線センター
- ハイヤー
  - 横浜
  - 川崎
  - 相模（相模原市相模原地区）
  - 港北（横浜市北部）
- タクシー
  - 横浜地区（西区・中区・神奈川区・南区・保土ヶ谷区・磯子区・戸塚区・金沢区）
  - ランドマークタワー案内所 （みなとみらい地区）
  - 青葉地区（青葉区・緑区・都筑区・横浜市内の東急田園都市線沿線）
  - 鶴見地区（鶴見区）
  - 綱島地区（港北区）
  - 川崎地区
  - 川崎市北部地区
  - 相模原地区（相模原市内）
  - 大和地区（大和市・座間市・綾瀬市・厚木市・相模原市・海老名市）

## 廃止された営業所
- 鶴見営業所（横浜市鶴見区鶴見中央）川崎営業所に統合
- 大島営業所（川崎市川崎区大島）川崎営業所に統合
- 小向営業所（川崎市幸区小向町）川崎営業所に統合
- 大野営業所（相模原市相模大野）大和営業所に統合
- キャンプ座間営業所（座間市）大和営業所に統合
- 元住吉営業所（川崎市中原区西加瀬）川崎営業所に統合
- 桜ヶ丘営業所（大和市桜ヶ丘）大和営業所に統合
- 長津田営業所（横浜市緑区長津田）（旧）田園都市交通→青葉営業所へ移転
- 綱島営業所（横浜市港北区綱島西）（旧）綱島交通→港北ニュータウン営業所に統合
- 本町営業所（横浜市中区元浜町）横浜営業所に新設統合
- 横浜駅東口営業所（横浜市西区高島→横浜市西区みなとみらい）横浜営業所に新設統合
- 多摩田園タクシー磯子営業所（磯子区磯子）→都市交通磯子営業所に統合
- 大桟橋案内所
- 子安営業所
- 神奈川営業所（横浜駅西口、旧東急ホテル付近）
- 日ノ出町 (整備工場）浅間町に移転

## 関連会社
- 明生タクシー株式会社：川崎市幸区南加瀬4-16-6[4]（TOKYUポイント加盟店）
- 多摩田園タクシー株式会社：川崎市宮前区馬絹1021-1[4]（TOKYUポイント加盟店）
- 都南交通株式会社：東京都大田区下丸子2-27-5[4]
- 箱根観光自動車株式会社：小田原市中町3-1-6[4]
- 高砂交通株式会社：川崎市麻生区上麻生5-45-47[4]
- 都市交通商事株式会社：横浜市西区高島2-7-20[4]（オートガス販売）[1]
- 都市相互管理有限会社：横浜市西区高島2-7-20
- 株式会社アロー：横浜市西区桜木町7-41